# Вулиця 29 Вересня (Кременчук)
Ву́лиця 29 Вересня — одна з центральних вулиць Кременчука у Автозаводському районі. Протяжність близько 600 метрів. Названа на честь вигнаннання нацистів з міста 29 вересня 1943 року.

## Опис

### Розташування
Вулиця розташована в центральній частині міста. Починається з вул. Ігоря Сердюка та прямує на північний захід, де входить у вул. Полковника Гегечкорі.
Проходить крізь такі вулиці (з початку до кінця):
- Івана Мазепи
- Софіївська
- Троїцька

### Будівлі та об'єкти
- Буд. № 6 — Кременчуцьке міське управління УМВС України в Полтавській області[2]
- Буд. № 16/32 — Свято-Миколаївська церква[1]

## Історія

### XIX століття

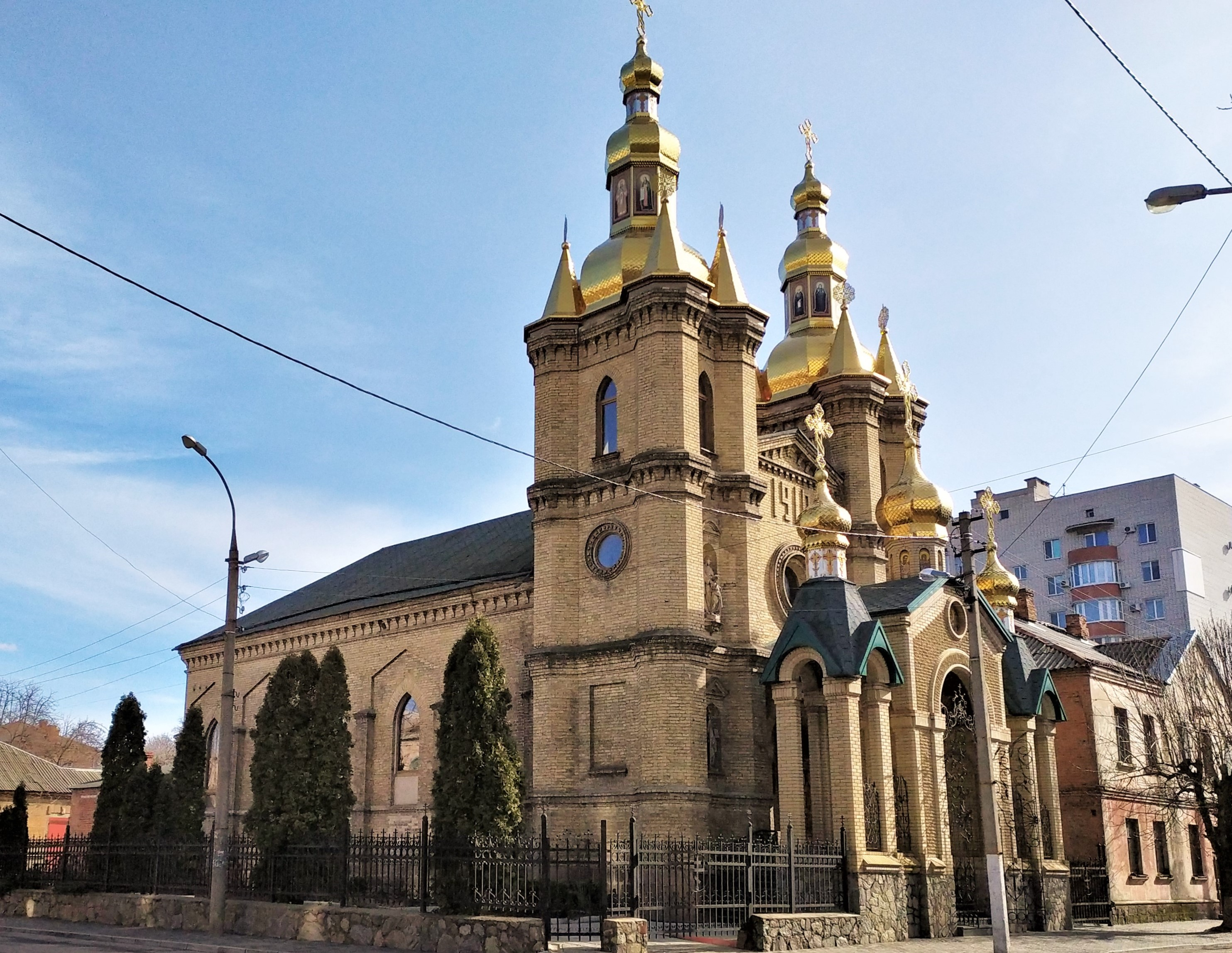
Свято-Миколаївський собор.

У період активного розвитку міста у XIX столітті на вулиці з'явилися багато важливих споруд: Пушкінська народна аудиторія, Будинок мирових суддів. На вулиці також розташовувався молитовний будинок «Клауз», Московське страхове товариство, Санкт-Петербурзьке страхове товариство, проживали купці, чиновники, лікарі, військові.
1910 року збудовано римо-католицьку церкву (нині Собор святого Миколая Чудотворця) на кошти полтавської дворянки Котович у готичному стилі. Вона заповіла церкві значні кошти, яких вистачило на ремонт діючого костелу в Полтаві та будівництво нового у Кременчуці. Функціонував до 1919. Після встановлення радянської влади богослужіння були заборонені, а приміщення експропрійоване більшовиками. До 1970-х у ньому розміщувались будинок культури, будинок урочистостей, будинок офіцерів, кінотеатр, дитячоюнацька спортивна школа № 2 (1971–1991). Після об'єднавчого собору належить до Православної церкви України.

### Повоєнне відновлення

Анотаційна дошка на честь 40-річчя вигнання німців з Кременчука

Під час Другої світової війни вся забудова на вулиці була знищена. Новий ансамбль вулиці формувався у післявоєнний радянський період.
Пушкінська народна аудиторія серйозно постраждала і не підлягала відновленню. Руїни збереглися до 1975 року. Потім на їх місці була побудована швейна фабрика.
У 1977 році два сквери на вулиці Соборній (тоді - Леніна), що розділяються до цього бульваром Пушкіна, були об'єднані у єдиний сквер Жовтневий (нині Сквер імені Олега Бабаєва). Вулиця, таким чином, виявилася розділеною на дві частини. Частина, що розташовувалася за вулицею Леніна, отримала назву на честь дня вигнання німців з Кременчука: вулиця 29-о вересня.